# Liksteen

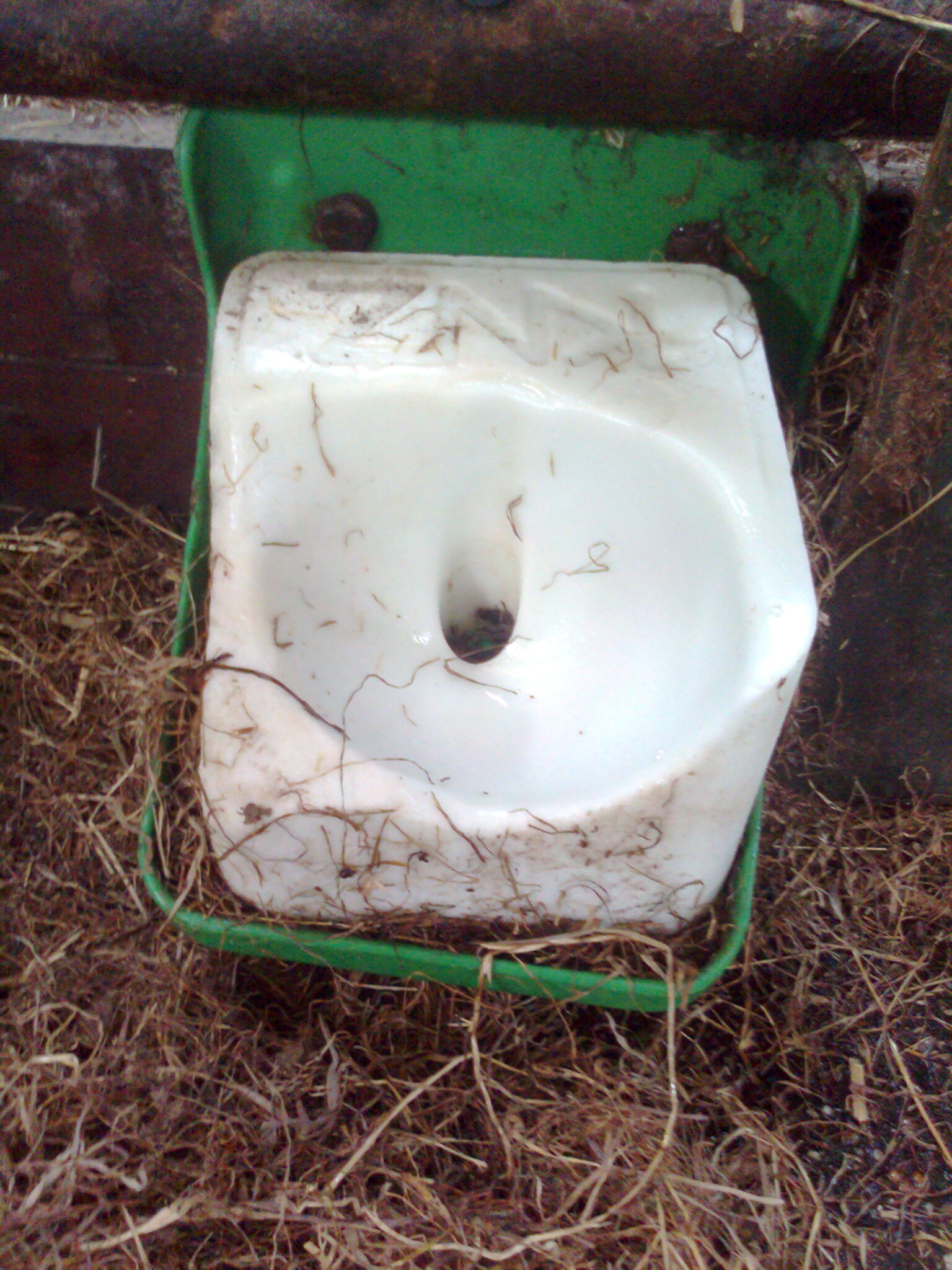
Liksteen voor koeien

Een liksteen of zoutsteen is een massief blok zout, dat wordt gebruikt om huis- of boerderijdieren in hun behoefte aan mineralen te voorzien. Vooral natrium komt niet voldoende voor in het natuurlijk voedsel.

## Paarden
Een wild paard krijgt voldoende natrium binnen in het natuurlijke voedsel, maar werkpaarden, die meer zweten, hebben meer natrium nodig dan ze via het gewone voer binnen krijgen. De liksteen voorziet in deze behoefte. Het dier zal bij tekort aan de steen likken, totdat het zoutgehalte weer op voldoende niveau is. Hierbij is het wel van belang dat de steen geen toegevoegde smaakjes heeft, anders kan het dier de steen als snoepgoed gaan gebruiken.

## Schapen

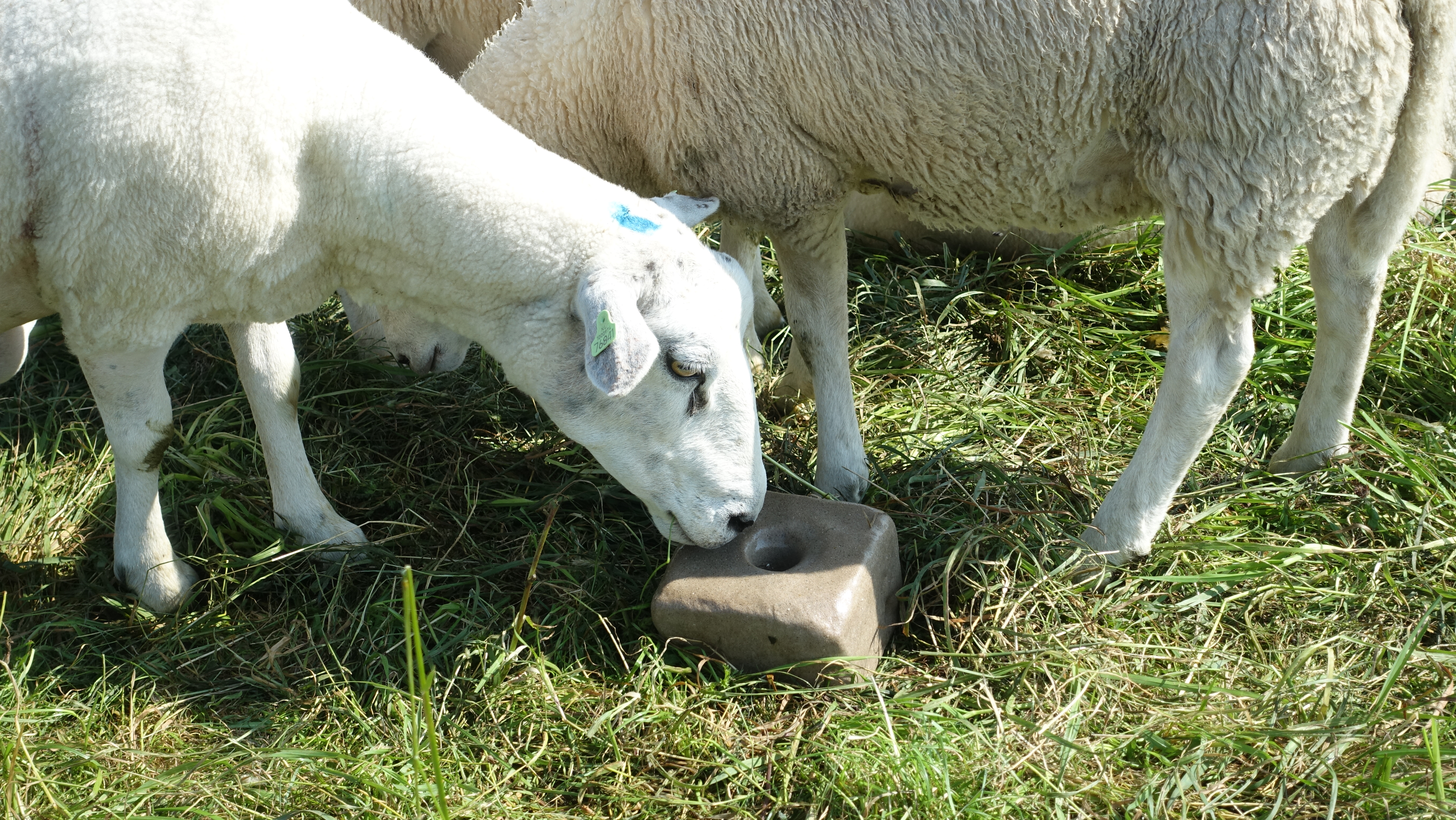
Schaap likt aan zoutsteen op een zomerse dag

Zouttekort bij schapen kan leiden tot minder wolproductie, vruchtbaarheidsproblemen en verlies aan eetlust. Schapen met zouttekort gaan aan andere dingen likken, zoals hout of stenen. Om dat tegen te gaan kan een liksteen in het weiland gelegd worden.

## Afbeeldingen

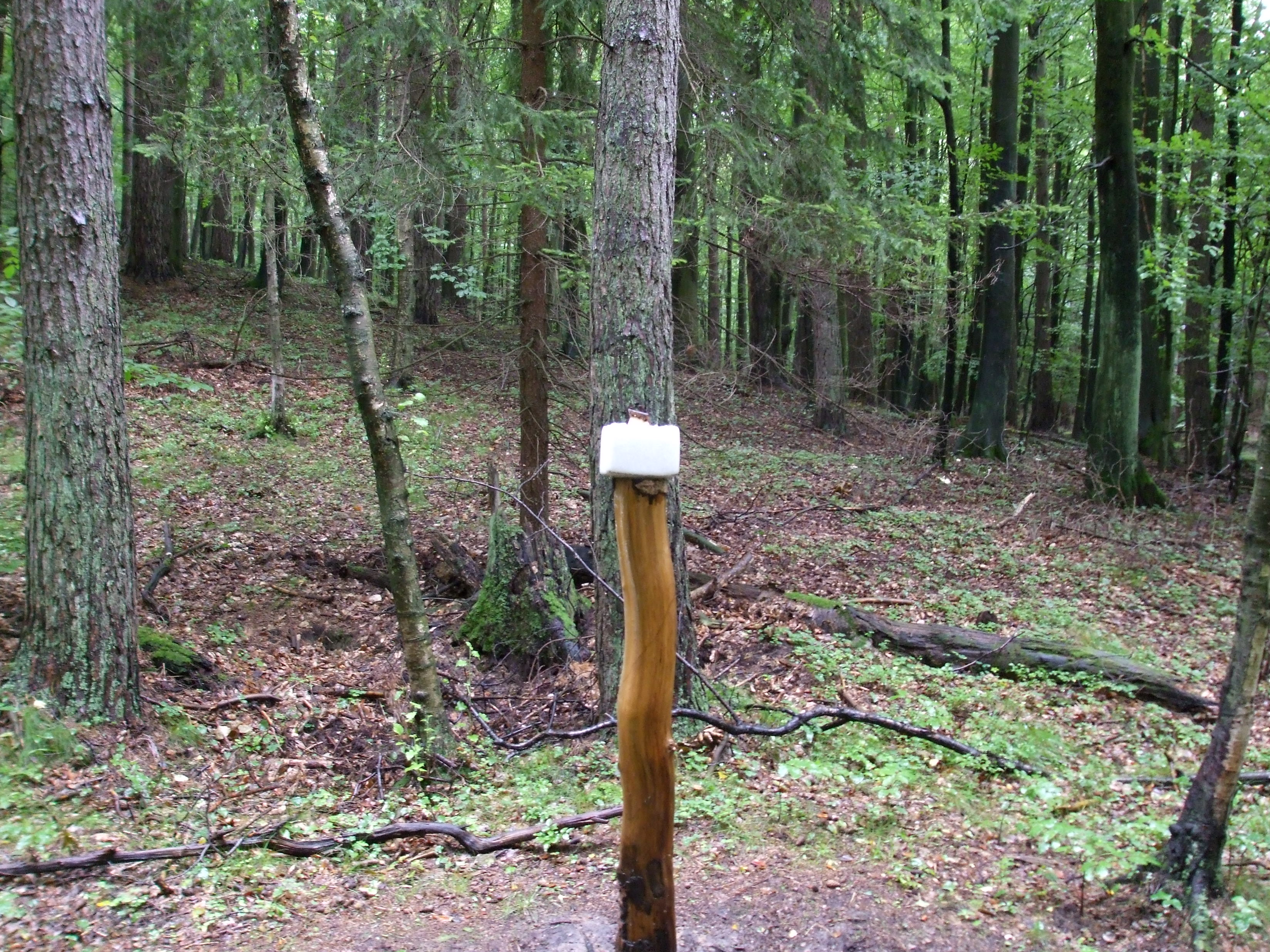
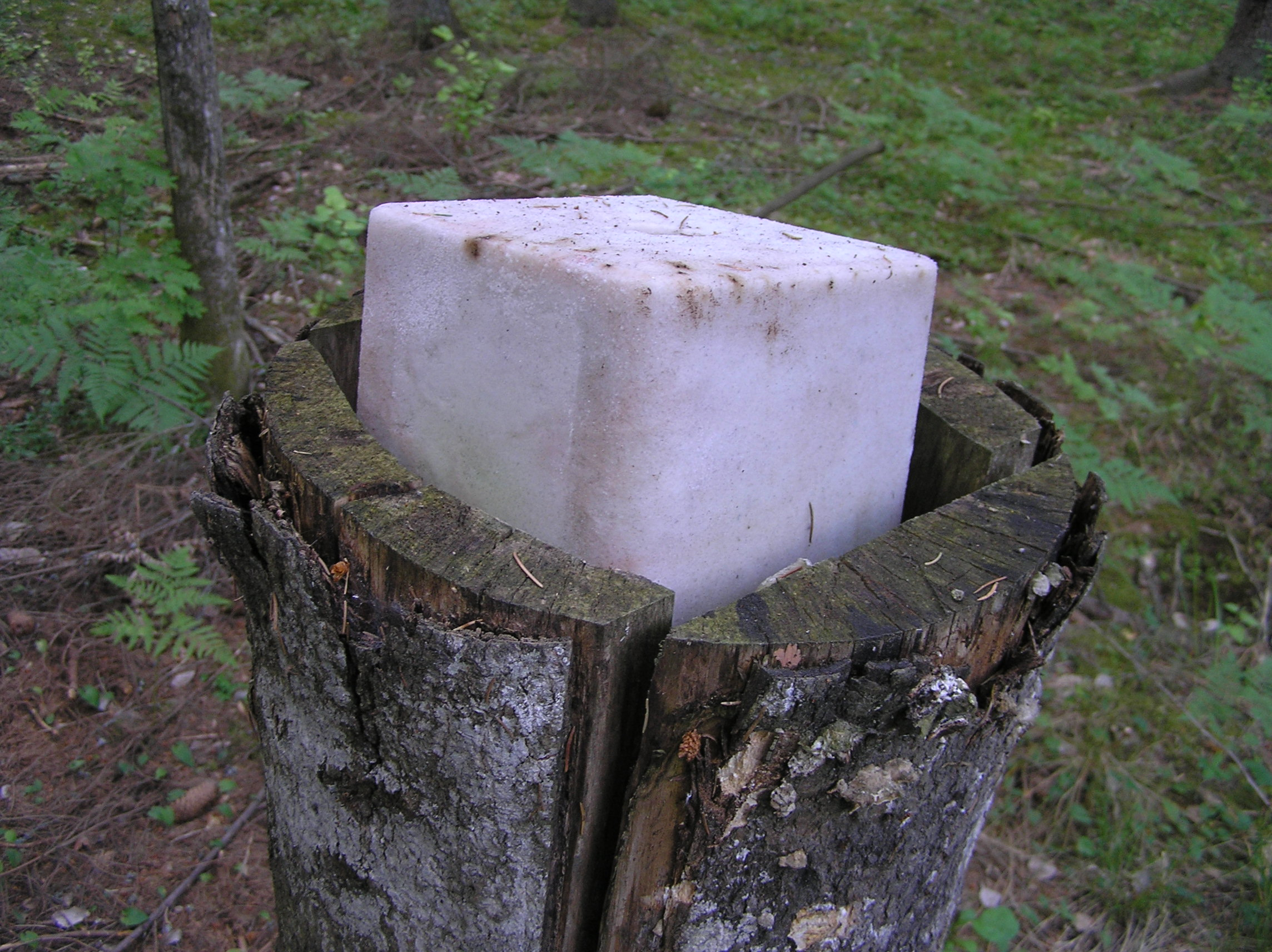
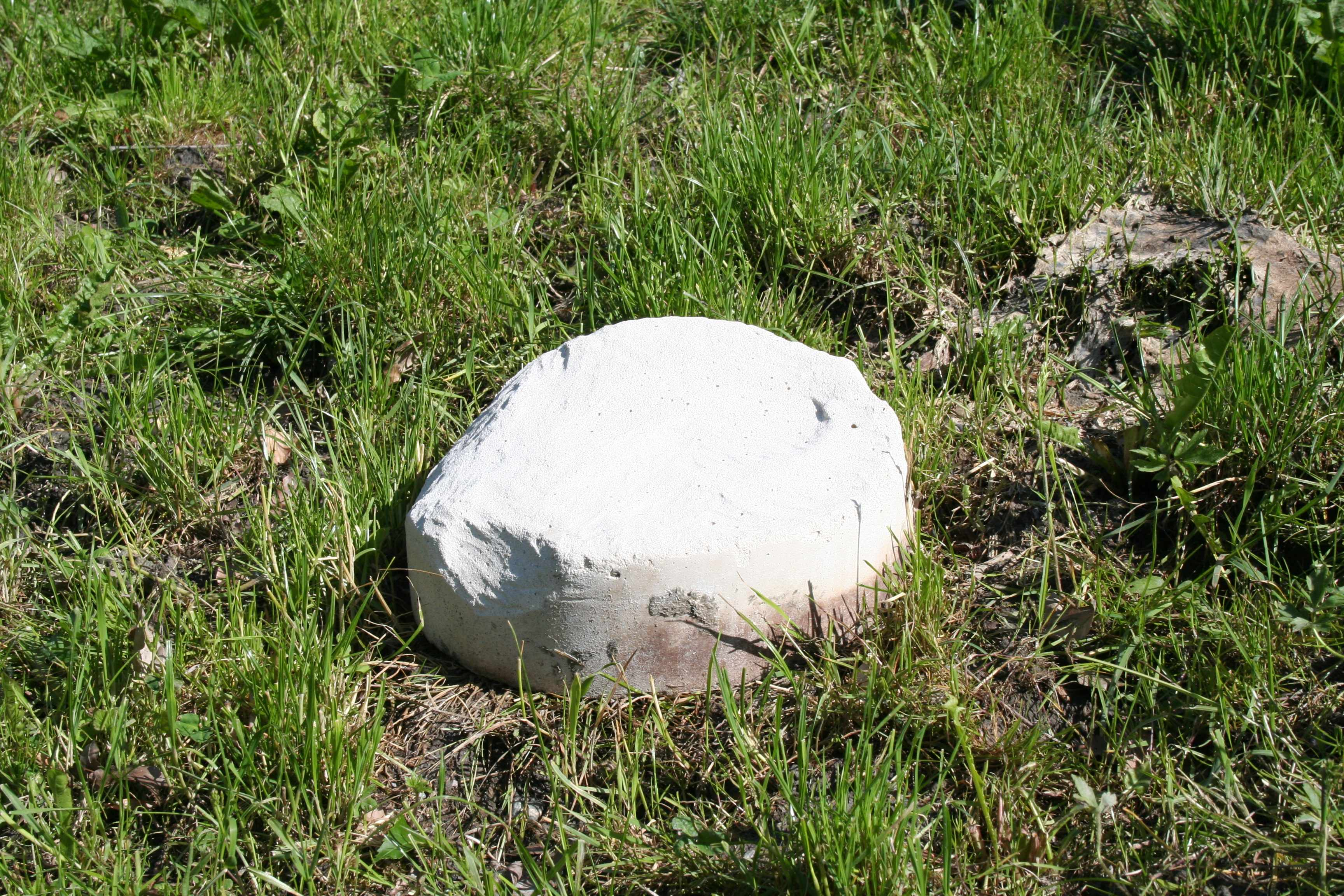